# Rafael Matos
Rafael Fabris de Matos (født 6. januar 1996 i Porto Alegre, Brasilien) er en professionel tennisspiller fra Brasilien.